# Fred Seibert
Pour les articles homonymes, voir Seibert.
Frederick "Fred" Seibert (né le 15 septembre 1951, à Manhattan, New York) est un entrepreneur et réalisateur américain. Propriétaire des Frederator Studios, qui maintient également des rôles importants avec MTV Networks, Hanna-Barbera et Next New Networks. Travaillant dans l'innovation médiatique depuis plus de trente ans, il a dirigé de nombreuses séries de télévision, d'animation et sur Internet.

## Animations
Seibert devient président des studios Hanna-Barbera en 1992, et tente ainsi d'innover dans l'animation. Il crée une émission intitulée What a Cartoon! sur la chaîne de télévision Cartoon Network, une émission constituée de courts-métrages animés, dans certains de ces courts-métrages sont plus tard transformés en saisons intégrales comme Cléo et Chico, Le Laboratoire de Dexter, Johnny Bravo, Les Supers Nanas et Courage, le chien froussard. Il reste chez Hanna-Barbera jusqu'à la fusion avec la compagnie parente, Turner Broadcasting de Time Warner en 1996.
Seibert fonde sa propre compagnie d'animation Frederator Studios en 1997. Frederator est actuellement en partenariat avec Nickelodeon, et ses productions incluent Mes parrains sont magiques, Rudy à la craie, Jenny Robot, Nicktoons Film Festival, Oh Yeah! Cartoons, Random! Cartoons et Wow! Wow! Wubbzy!. En juin 2007, Fred Seibert fonde Frederator Films pour y produire de nombreux films d'animation. En 2009, il lance la première comédie d'animation de Nrederator et Nickelodeon, Fanboy et Chum Chum dans le but de gagner de l'audience. Début 2010, il produit Adventure Time, une émission diffusée sur Cartoon Network.